# Coșmar înainte de Crăciun
Coșmar înainte de Crăciun (titlu original: The Nightmare Before Christmas sau Tim Burton's The Nightmare Before Christmas) este un film american din 1993 regizat de Henry Selick. Rolurile principale au fost interpretate de actorii Danny Elfman, Chris Sarandon, Catherine O'Hara, William Hickey, Glenn Shadix și Ken Page.  Filmul spune povestea lui Jack Skellington - "Regele Dovlecilor", o ființă din "Orașul Halloween-ului", care deschide un  portal către "Orașul Crăciunului" și decide să  sărbătorească Crăciunul, cu toate consecințe „mișelești” și comice ce rezultă de aici. 

## Distribuție
- Patrick Stewart - Narator

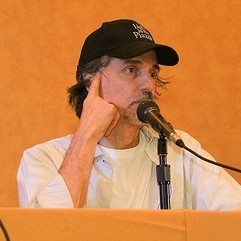
Chris Sarandon interpretează vocea lui Jack Skellington.

- Chris Sarandon - Jack Skellington. Skellington este un schelet cunoscut sub numele de "Regele Dovlecilor" din Halloweentown. El are un câine fantomă pe nume Zero, care are un nas mic ca un dovleac strălucitor
- Danny Elfman - Jack Skellington cântând, Barrel, "Clown with the Tear-Away Face"
- Catherine O'Hara - Sally, Shock. Sally este o păpușă de cârpă creată de Doctor Finkelstein.
- William Hickey - Doctor Finkelstein. Finkelstein este un om de știință nebun și "părintele" lui Sally.
- Glenn Shadix - Primarul din Halloweentown - un lider entuziast care conduce reuniunile orașului. Modificările sălbatice ale dispoziției sale de la încântat la înnebunit de durere provoacă rotirea capului între un chip "fericit" și unul "trist".
- Paul Reubens - Lock
- Ken Page - Oogie Boogie - o sperietoare mizerabilă din Halloweentown care are o pasiune pentru jocurile de noroc.
- Ed Ivory - Moș Crăciun - conducătorul orașului Crăciun, este responsabil pentru celebrarea anuală a Crăciunului, moment în care oferă cadouri copiilor din întreaga lume.
- Kerry Katz - Creatura de sub scară